# Футбол на літніх Олімпійських іграх 2016
Змагання з футболу на літніх Олімпійських іграх 2016 року проходили у Ріо-де-Жанейро та інших містах Бразилії з 3 по 20 серпня 2016 року.
Фінали зіграні на стадіоні Маракана в Ріо-де-Жанейро.
Жіночий турнір проходив за участі національних збірних, тоді як у чоловічому брали участь гравці до 23 років. За правилами Олімпійських ігор, чоловічі команди мають право заявити трьох гравців віком понад 23 роки.
В Іграх брали участь 16 чоловічих та 12 жіночих команд.

## Стадіони
На Олімпійських іграх 2016 року футбольні матчі відбуваються на семи стадіонах: в місті Ріо-де-Жанейро на стадіонах Маракана та Енженьян, а також в штатах Сан-Паулу, Мінас-Жерайс, Баїя, Ріу-Гранді-ду-Сул і Федеральному окрузі Бразилії.
|                                                                              | Бразиліа                                                                        | Сан-Паулу                                                                     |
| Національний стадіон                                                         | Арена Корінтіанс                                                                |                                                                               |
| 15°47′0.6″ пд. ш. 47°53′56.99″ зх. д. / 15.783500° пд. ш. 47.8991639° зх. д. | 23°32′43.91″ пд. ш. 46°28′24.14″ зх. д. / 23.5455306° пд. ш. 46.4733722° зх. д. |                                                                               |
| Місткість: 69,349 Побудований до чемпіонату світу 2014                       | Місткість: 48,234 Побудований до чемпіонату світу 2014                          |                                                                               |
|                                                                              |                                                                                 |                                                                               |
| Белу-Оризонті                                                                | Белу-Оризонті Бразиліа Сан-Паулу Ріо-де-Жанейро Салвадор Манаус                 | Белу-Оризонті Бразиліа Сан-Паулу Ріо-де-Жанейро Салвадор Манаус               |
| Мінейран                                                                     | Белу-Оризонті Бразиліа Сан-Паулу Ріо-де-Жанейро Салвадор Манаус                 | Белу-Оризонті Бразиліа Сан-Паулу Ріо-де-Жанейро Салвадор Манаус               |
| 19°51′57″ пд. ш. 43°58′15″ зх. д. / 19.86583° пд. ш. 43.97083° зх. д.        | Белу-Оризонті Бразиліа Сан-Паулу Ріо-де-Жанейро Салвадор Манаус                 | Белу-Оризонті Бразиліа Сан-Паулу Ріо-де-Жанейро Салвадор Манаус               |
| Місткість: 58,170 Реконструйований до чемпіонату світу 2014                  | Белу-Оризонті Бразиліа Сан-Паулу Ріо-де-Жанейро Салвадор Манаус                 | Белу-Оризонті Бразиліа Сан-Паулу Ріо-де-Жанейро Салвадор Манаус               |
|                                                                              | Белу-Оризонті Бразиліа Сан-Паулу Ріо-де-Жанейро Салвадор Манаус                 | Белу-Оризонті Бразиліа Сан-Паулу Ріо-де-Жанейро Салвадор Манаус               |
| Салвадор                                                                     | Белу-Оризонті Бразиліа Сан-Паулу Ріо-де-Жанейро Салвадор Манаус                 | Белу-Оризонті Бразиліа Сан-Паулу Ріо-де-Жанейро Салвадор Манаус               |
| Арена Фонте-Нова                                                             | Белу-Оризонті Бразиліа Сан-Паулу Ріо-де-Жанейро Салвадор Манаус                 | Белу-Оризонті Бразиліа Сан-Паулу Ріо-де-Жанейро Салвадор Манаус               |
| 12°58′43″ пд. ш. 38°30′15″ зх. д. / 12.97861° пд. ш. 38.50417° зх. д.        | Белу-Оризонті Бразиліа Сан-Паулу Ріо-де-Жанейро Салвадор Манаус                 | Белу-Оризонті Бразиліа Сан-Паулу Ріо-де-Жанейро Салвадор Манаус               |
| Місткість: 51,900 Побудований до чемпіонату світу 2014                       | Белу-Оризонті Бразиліа Сан-Паулу Ріо-де-Жанейро Салвадор Манаус                 | Белу-Оризонті Бразиліа Сан-Паулу Ріо-де-Жанейро Салвадор Манаус               |
|                                                                              | Белу-Оризонті Бразиліа Сан-Паулу Ріо-де-Жанейро Салвадор Манаус                 | Белу-Оризонті Бразиліа Сан-Паулу Ріо-де-Жанейро Салвадор Манаус               |
| Манаус                                                                       | Ріо-де-Жанейро                                                                  | Ріо-де-Жанейро                                                                |
| Арена да Амазонія                                                            | Олімпійський стадіон Жоао Авеланжа (Енженьян)                                   | Маракана                                                                      |
| 3°4′59″ пд. ш. 60°1′41″ зх. д. / 3.08306° пд. ш. 60.02806° зх. д.            | 22°53′35.42″ пд. ш. 43°17′32.17″ зх. д. / 22.8931722° пд. ш. 43.2922694° зх. д. | 22°54′43.8″ пд. ш. 43°13′48.59″ зх. д. / 22.912167° пд. ш. 43.2301639° зх. д. |
| Місткість: 40,549 Побудований до чемпіонату світу 2014                       | Місткість: 60,000 Реконструйований до Олімпіади 2016                            | Місткість: 74,738 Реконструйований до чемпіонату світу 2014                   |
|                                                                              |                                                                                 |                                                                               |

## Календар
| Г | Груповий раунд | ¼ | Чвертьфінали | ½ | Півфінали | Т | Матч за 3-тє місце | Ф | Фінал |

| Раунд↓/Дата → | Ср 3 | Чт 4 | Пт 5 | Сб 6 | Нд 7 | Пн 8 | Вт 9 | Ср 10 | Чт 11 | Пт 12 | Сб 13 | Нд 14 | Пн 15 | Вт 16 | Ср 17 | Чт 18 | Пт 19 | Сб 20 |
| ------------- | ---- | ---- | ---- | ---- | ---- | ---- | ---- | ----- | ----- | ----- | ----- | ----- | ----- | ----- | ----- | ----- | ----- | ----- |
| Чоловіки      |      | Г    |      |      | Г    |      |      | Г     |       |       | ¼     |       |       | ½     |       |       |       | Т/Ф   |
| Жінки         | Г    |      |      | Г    |      |      | Г    |       |       | ¼     |       |       | ½     |       |       |       | Т/Ф   |       |

## Чоловічий турнір з футболу
| Група A                 | Група B                        | Група C                                | Група D                             |
| ----------------------- | ------------------------------ | -------------------------------------- | ----------------------------------- |
| Бразилія ПАР Ірак Данія | Швеція Колумбія Нігерія Японія | Фіджі Південна Корея Мексика Німеччина | Гондурас Алжир Португалія Аргентина |

## Жіночий турнір з футболу
| Група E                 | Група F                             | Група G                            |
| ----------------------- | ----------------------------------- | ---------------------------------- |
| Бразилія КНР Швеція ПАР | Канада Австралія Зімбабве Німеччина | США Нова Зеландія Франція Колумбія |

## Переможці
| Турнір   | Золото | Срібло | Бронза |
| Чоловіки | Бразилія (BRA) Вевертон Зека Родріго Кайо Маркіньйос Ренато Аугусто Дуглас Сантос Луан Рафінья Габігол Неймар Габріел Жезус Волас Вільям Луан Гарсія Родріго Доурадо Тьяго Мая Феліпе Андерсон Уїлсон                                                                                      | Німеччина (GER) Тімо Горн Джеремі Тольян Лукас Клостерманн Маттіас Гінтер Ніклас Зюле Свен Бендер Макс Маєр Ларс Бендер Даві Зельке Леон Горецка Юліан Брандт Яннік Гут Філіпп Макс Роберт Бауер Макс Крістіансен Гриша Премель Серж Гнабрі Нільс Петерсен                                                              | Нігерія (NGR) Деніел Акпеї Сет Сінсере Кінгслі Маду Шеху Абдуллахі Сетаді Ерімуя Вільям Трост-Еконг Аміну Умар Огенекаро Етебо Імо Езекіль Джон Обі Мікел Джуніор Аджаї Попула Саліу Садік Умар Азубуїке Окечукву Ндіфреке Удо Стенлі Амузі Могаммед Усман Еммануель Деніел   |
| Жінки    | Німеччина (GER) Альмут Шульт Йозефіна Геннінґ Саскіа Бартусяк Леоні Маєр Анніке Кран Сімоне Лаудер Мелані Берінгер Лена Гьосслінг Александра Попп Дженіфер Марожан Аня Міттаг Табеа Кемме Сара Дебріц Бабетт Петер Менді Іслакер Мелані Лойпольц Ізабель Кершовскі Лаура Бенкарт Свеня Гут | Швеція (SWE) Йонна Андерссон Емілія Аппельквіст Косоваре Асллані Емма Берглунд Стіна Блакстеніус Гільда Карлен Ліза Дальквіст Магдалена Ерікссон Нілла Фішер Паулін Гаммарлунд Софія Якобссон Гедвіг Ліндаль Фрідоліна Рольфьо Елін Рубенссон Джессіка Самуельссон Лотта Шелін Каролін Сегер Лінда Сембрант Олівія Скуг | Канада (CAN) Стефані Лаббе Алліша Чапмен Кадейша Б'юкенен Шеліна Задорскі Ребекка Квінн Діенн Роуз Ріан Вілкінсон Діана Матесон Жозе Беланже Ешлі Лоуренс Дезіре Скотт Крістін Сінклер Софі Шмідт Мелісса Танкреді Нішель Прінс Джанін Беккі Джессі Флемінг Сабріна Д'Анджело |